# Camara Laye
Camara Laye (ur. 1 stycznia 1928, Kouroussa, Gwinea Francuska, zm. 4 lutego 1980 w Dakarze) – pisarz gwinejski, tworzący w języku francuskim.
Autor powieści Czarny chłopak (1953, wyd. polskie 1973), luźno opartej na wątkach autobiograficznych z okresu dzieciństwa. Laye napisał również powieść Spojrzenie króla (1954, wyd. polskie 1987), obydwa te utwory są ważne dla wczesnej fazy rozwoju literatury frankofońskiej Afryki. Poza tym wydał powieść Le Maître de la parole (1978), opartą na Eposie o Sundżacie.

## Zarys biografii
Pochodził z ludu Malinke, z kasty kowali i złotników. W dzieciństwie nie był pod wpływem kultury francuskiej. Mając 15 lat trafił do Konakry, a jako dziewiętnastolatek wyjechał do Paryża. Uczył się mechaniki i inżynierii, we Francji zdał maturę.
Pracował na rządowych posadach w niepodległej Gwinei, ale w 1965 roku postanowił z przyczyn politycznych wyemigrować do Senegalu i nie wrócił już do ojczystego kraju.

## Kontrowersje
W książce Rereading Camara Laye z 2002 roku amerykańska autorka Adele King uznała po 9 latach badań, że 
Czarny chłopak to produkt współpracy kilku Europejczyków wspieranych przez rząd francuski, a Spojrzenie króla to  dzieło Francisa Souliégo, mało znanego belgijskiego pisarza zafascynowanego Afryką. Laye rzekomo tylko dopracował te dwa utwory.